# Liste griechischer Suffixe
In der Liste griechischer Suffixe werden sowohl alt- als auch neugriechische Suffixe aufgelistet, die in viele wissenschaftliche Begriffe und sonstige Fremdwörter in den indogermanischen Sprachen Verwendung fanden und immer noch finden.
| Deutsches Suffix                   | Griechisches Suffix | Bedeutung | Derivate |
| ---------------------------------- | ------------------- | --- | --- |
| -id, -oid                          | -(ο-)ειδής          | Substantivsuffix; deutsch: ähnlich; Herkunft: altgriechisch: εἶδος eidos = „Ähnlichkeit“, „Form“, „Erscheinung“; „Anblick“, „Sehenswürdigkeit“ < indogermanisch: *weid- (Wurzel); das o ist eigentlich nicht Teil des Suffixes, sondern als Fugenlaut ein eigenes Morphem, es kann auch fehlen | Alkaloid, Android, Asteroid, Geoid, Lipid, Matroid, Meteoroid, Steroid |
| -ie, -ia                           | -ία                 | Substantivsuffix (meist Abstrakta), deutsch etwa: -ei, -heit | Chemie, Melancholie, Utopia |
| -ik                                | -ική                | Adjektivsuffix, ähnlich wie deutsch: -ig, -isch, substantiviert (Femininum), meist ein Handwerk oder eine Kunstfertigkeit | Analytik, Artistik, Ästhetik, Automatik, Balkanistik, Belletristik, Botanik, Technik |
| -(i)smus                           | -(ι)σμός            | Wortbildungssuffix für Substantive, meist eine Geisteshaltung oder ein Prinzip | Gräzismus, Kabbalismus, Kommunismus, Dilettantismus, Chiasmus, Orgasmus, Tenesmus |
| -(i)st                             | -(ι)στής            | Wortbildungssuffix (auch zu: -(i)smus und -sma) für Personen, häufig für Berufe | Gräzist, Kabbalist, Artist, Drogist, Optimist, Cineast, Phantast, Päderast, Philatelist |
| -(i)stik                           | -(ι)στική           | Bildung zu -ismus, -ist: Handwerk oder Ausübung | Gräzistik, Kabbalistik, Kameralistik, Floristik, Equilibristik |
| -(i)stisch                         | -ιστικός            | Adjektivbildung zu: -ist, -ismus | gräzistisch, kabbalistisch, belletristisch, avantgardistisch, egoistisch |
| -itis                              | -ίτις               | Entzündung | Arthritis, Enzephalitis, Ephritis, Gastritis, Gingivitis, Glomerulonephritis, Hepatitis, Meningitis, Nephritis, Neurodermitis, Parodontitis, Polyarthritis, Thyreoiditis, Vaginitis, Vulvitis, Zellulitis |
| -ma, -m (Plural: -mata, -men, -me) | -μα                 | Ableitungssuffix: meist für Substantive aus Verben | -ma Aroma, Asthma, Dogma, Halma, Koma, Lemma, Paradigma, Phlegma, Plasma, Trauma, Trema, Thema -m Phytotelm -em Erythem, Graphem, Lexem, Morphem, Ödem, Phonem, Problem, Theorem, System -om (medizinisch: Geschwulst, Schwellung) Hämatom, Malignom, Melanom, Teratom, Genom, Glaukom, Idiom |
| -on                                | -ον                 | Suffix (Neutrum) von Substantiven/Adjektiven | Distichon, Fermion, Oxymoron, Paradoxon, Radon, Stadion, Taxon, Xenon |
| -on                                | -ων                 | Endung des PPA von Verben (Neutrum -ον) | Ion, Hyperion |
| -plo-                              | -πλο-               | Infix zur Bildung der Vervielfältigungszahlwörter, deutsch: -fach, mit folgendem Suffix -(o)id | Endopolyploid, Euploid, Diploid, Haploid |
| -sis, -se                          | -σις                | Wortbildungssuffix für Substantive, häufig ein Vorgang | Analysis, Analyse, Stasis, Dosis, Genesis, Genese, Kinese, Parese, These, Metamorphose, Osmose -ase (Biochemie) – Enzym: Cellulase, Pektinase, Lactase, Polymerase -iasis (Medizin) – Krankheit, Parasitenbefall: Askariasis, Elephantiasis, Psoriasis, Trichomoniasis, Trichuriasis -ose: - Chemie – Zucker, Polysaccharid: Aldose, Fructose, Furanose, Glucose, Hexose, Ketose, Lactose, Maltose, Pentose, Pyranose, Saccharose, Zellulose - Medizin – (meist) nicht-entzündliche Erkrankung oder eine Zustandsveränderung: Alkalose, Arthrose, Azidose, Dermatose, Mukoviszidose, Narkose, Neurose, Ornithose, Osteoporose, Psychose, Tuberkulose |